# Islas Ayautau

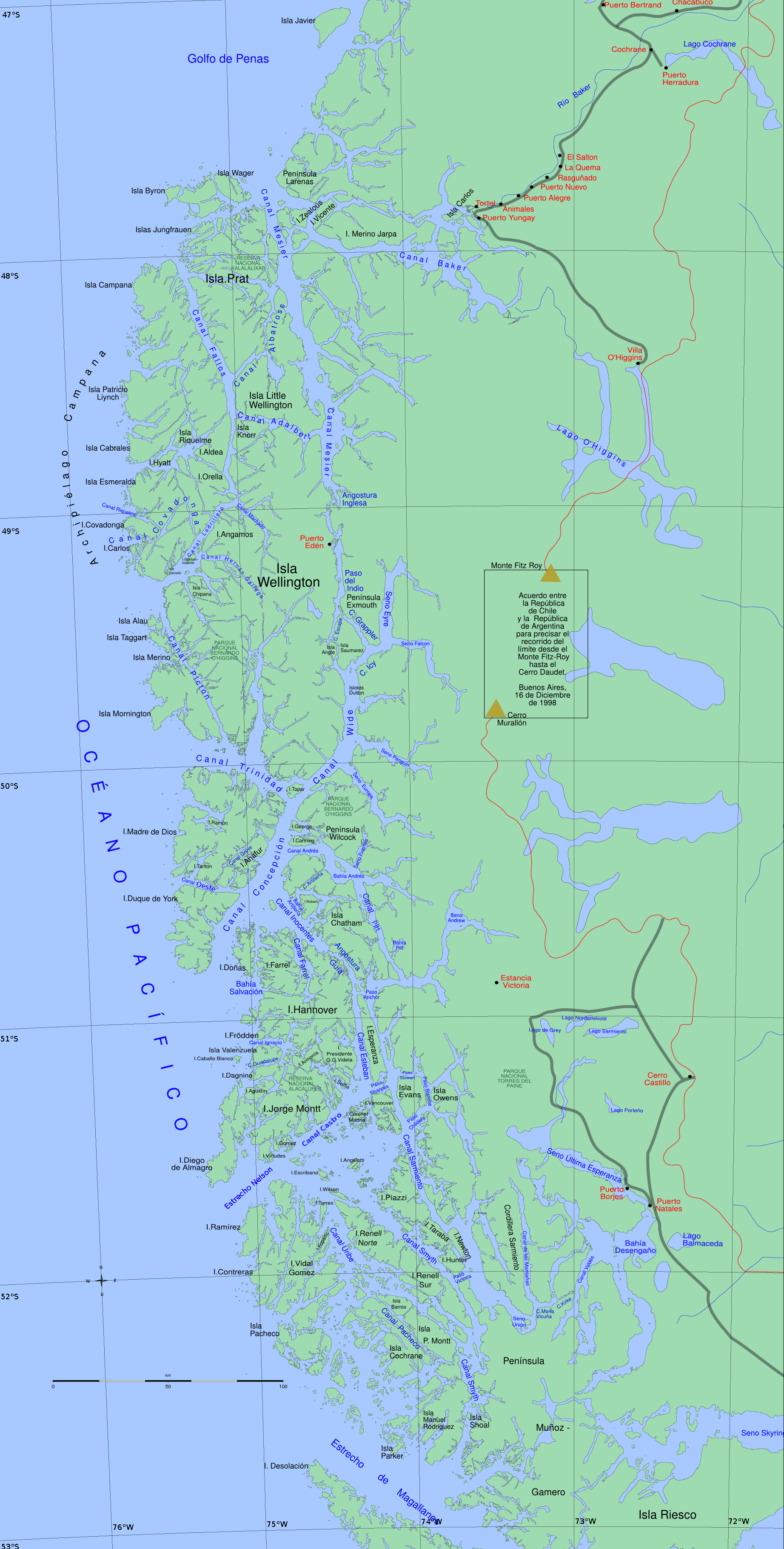
Golfo de Penas - Estrecho de Magallanes

Provincia Capitán Prat - Comuna de Tortel

Las islas Ayautau  están situadas en el océano Pacífico en la región austral de Chile,  al sur del golfo de Penas, casi en la entrada del canal Messier. Están conformadas por dos islas mayores y varias menores.
Administrativamente pertenece a la Región de Aysén del General Carlos Ibáñez del Campo y a la Provincia Capitán Prat, comuna de Tortel.
Desde hace aproximadamente 6.000 años sus costas fueron habitadas por el pueblo kawésqar.  A comienzos del siglo XXI este pueblo había sido prácticamente extinguido por la acción del hombre blanco.

## Ubicación
Mapa de las islas
Sus coordenadas según el Derrotero son L:47°36’00” S. G:74°45’00” W. Ubicadas en el sector sureste del golfo de Penas a 5 nmi de la entrada del seno Policarpo. Son dos islas mayores y varias pequeñas, la principal tiene 228 metros de altura y es un excelente punto de referencia para reconocer la isla San Pedro, la bahía Tarn o la entrada norte del canal Messier.
Los canales que se forman entre las islas y la costa continental se ven sembrados de rocas por lo que no son navegables.